# أورورا مارديغانيان

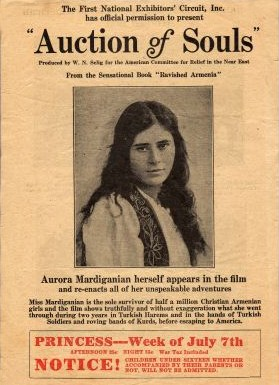

أورورا مارديغانيان (بالأرمنية: Ավրորա Մարդիգանյան); (بالإنجليزية: Aurora Mardiganian) (و. 1901 – 1994 م) هي ممثلة، وكاتبة من الولايات المتحدة الأمريكية .
توفيت في لوس أنجلوس، عن عمر يناهز 93 عاماً.

## روابط خارجية
- أورورا مارديغانيان على موقع IMDb (الإنجليزية)